# Walfrido
Walfrido est un prénom masculin portugais pouvant désigner:

## Prénom
- Walfrido Antão (en), écrivain de l'Inde portugaise
- Francisco Walfrido Croes (en) (1957-2020), homme politique arubais
- Walfrido dos Mares Guia (pt) (né en 1942), homme d'affaires brésilien
- Walfrido Teixeira Vieira (de) (1921-2001), évêque catholique brésilien